# バスケットボールソマリア代表
バスケットボールソマリア代表（バスケットボールソマリアだいひょう、Somalia men's national basketball team）は、ソマリアバスケットボール連盟により国際大会に派遣される男子バスケットボールのナショナルチームである。

## 歴史
1960年にFIBA加盟。アラブバスケットボール協会の一員でもある
オリンピック及びワールドカップ出場歴はないが、自国開催となった1981年アフリカ選手権で銅メダルを獲得している。

## 主な国際大会成績
- オリンピック
  - 出場なし
- ワールドカップの成績
  - 出場なし
- アフリカ選手権の成績
  - 1970年 ― 7位
  - 1974年 ― 10位
  - 1980年 ― 9位
  - 1981年 ― 3位
  - 1983年 ― 8位